# Krestіvka (Donetsk)
Krestivka (em ucraniano:  Хрестівка) é uma cidade da Ucrânia, situada no Oblast de Donetsk. Tem 7,25 km² de área e sua população em 2020 foi estimada em 27.503 habitantes.